# 聖馬可大教堂 (阿里卡)
聖馬可大教堂是位於智利北部城市阿里卡的一座天主教堂。

## 簡介
該建築的計畫始於19世紀，當時阿里卡還是秘魯的一部分，由該國總統何塞·巴爾塔政府委託法國建築師古斯塔夫·艾菲爾設計。不過最初的規劃並不是建於阿里卡，而是供秘魯安孔的渡假村使用。
在1868年阿里卡大地震中，阿里卡的原教堂損毀，之後阿里卡的一個婦女委員會向總統巴爾塔提出請求，希望將這座建築用於阿里卡。該請求被總統接受。1875年，來自法國的金屬結構師抵達阿里卡進行建築工事，最終新教堂於1876年在舊教堂的原址落成。

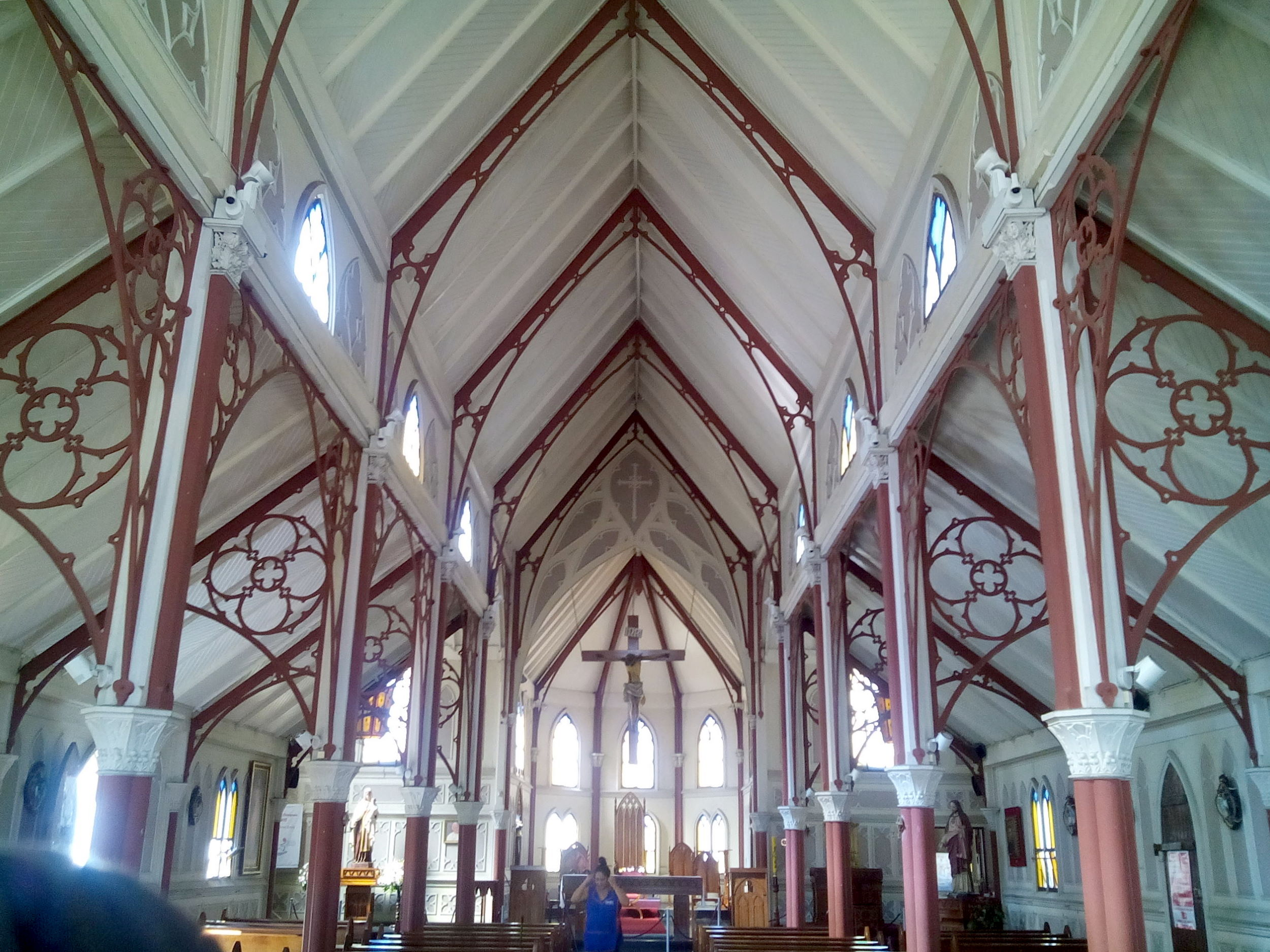
教堂內部使用金屬結構

教堂為哥特式風格，外觀色彩鮮豔。除了兩扇木門外，完全是金屬結構，為教堂建築中少見。